# Akademisches Orchester Berlin
Das Akademische Orchester Berlin (AOB) ist ein sinfonisches Laienorchester in Berlin.
Das „Akademisch“ im Titel des Orchesters rührt aus der Gründungszeit, als es das Orchester der damaligen „Friedrich-Wilhelms-Universität zu Berlin“ (heute Humboldt-Universität) war. Damit ist allerdings nicht verbunden, dass nur Musiker mit akademischer Ausbildung aufgenommen werden. Es sind zwar viele Mitglieder von Beruf Lehrer, Ärzte, Naturwissenschaftler, Ingenieure oder Juristen, doch auch Krankenschwestern, Studenten jeder Couleur, Privatmusiklehrer und andere spielen im AOB. Heute spielen Musiker aus vielen verschiedenen Ländern im AOB mit. Das jüngste Mitglied ist unter 18, das älteste über 75 Jahre alt.
Die Konzert-Programme des AOB sollen für Spieler und Zuhörer gleichermaßen attraktiv sein, der Schwierigkeitsgrad darf nicht überfordern, soll aber immer wieder an die Leistungsgrenze heranführen. So ist die Programmgestaltung seit Anbeginn ein wesentlicher Faktor für kontinuierliche Weiterentwicklung des Orchesters.

## Geschichte
Die Gründung des Orchesters im Wintersemester 1907/08 an der Berliner Universität erfolgte durch Studenten, unter ihnen der spätere Vorsitzende (bis 1965) und langjährige Organisator und Förderer Georg Mantze (1888–1983).
Der bekannte Komponist und Dirigent Heinz Tiessen leitete das Orchester seit 1920, Carl Flesch spielte 1921 das Violinkonzert A-Dur von Mozart unter seiner Leitung.
1922 gab es eine Konzertreise nach Skandinavien, Konzertmeister des AOB war damals der spätere Dirigent und langjährige Chef des Orchesters des NDR Hans Schmidt-Isserstedt (1900–1973).
Von 1922 bis 1924 wurde das AOB von Ernst Praetorius (1880–1946) geleitet und führte u. a. die Violinkonzerte von Spohr und Brahms mit dem Geiger Georg Kulenkampff auf. Im Jahr 1927 übernahm Walter Gmeindl (1890–1958) die Leitung des Orchesters und konnte die Pianisten Arthur Schnabel, Walter Gieseking und Wilhelm Kempff, sowie den Geiger Gustav Havemann und den Cellisten Emanuel Feuermann als Solisten gewinnen und das Orchester außerordentlich fördern.
Nach dem Kriege übernahmen Fritz Stein (1879–1961), Volker Wangenheim (1928–2014) und Carl Gorvin (* 1912) als Dirigenten die künstlerische Leitung. Joachim Schmedes war Geiger im Berliner Philharmonischen Orchester und danach Bariton am Stadttheater Stralsund, bevor er sein Medizinstudium aufnahm. Er wirkte als Konzertmeister über mehr als 30 Jahre im AOB und war bis 1983 maßgeblich an der Entwicklung des Orchesters beteiligt.
Nach kürzeren Intermezzi mit den Dirigenten Hermann Hildebrandt (1910–1982), Hans Chemin-Petit (1902–1981) und Claus Rößner (1936–2016) übernahm im Herbst 1962 Hans Hilsdorf (1930–1999) die künstlerische Leitung. 37 Jahre leitete er das Orchester und prägte es wie kein anderer. In mehr als 80 Konzerten wurden zumeist neue Programme erarbeitet und damit ein immer interessantes und vielseitiges Musizieren auf hohem Niveau erreicht. Mehrere Kompositionen und Orchestrierungen wurden von Hilsdorf für „sein“ Orchester geschrieben, zuletzt die „Orchestervariationen über ein deutsches Volkslied“, deren Uraufführung durch den überraschenden Tod Hilsdorfs im November 1999 von seinem Nachfolger Andreas Schüller geleitet wurden. Nach dem Wechsel von Schüller an die Volksoper in Wien übernahm 2003 Peter Aderhold als Dirigent die Leitung des Orchesters.
Seit 1998 hat das Orchester wieder „philharmonische Konzertmeister“. Heinz Ortleb übernahm diese Aufgabe bis zum 21. November 2010. Er wurde für sein erfolgreiches Wirken vom Orchester zum Ehrenmitglied ernannt. Seine Nachfolge übernahm 2011 Helmut Mebert, der 2009 sein 40-jähriges Dienstjubiläum bei den Berliner Philharmonikern feierte.
Sein 100-jähriges Bestehen feierte das AOB am 8. März 2008 mit einem Festkonzert in der Berliner Philharmonie. Nach der Eröffnung des Konzertes mit der Ouvertüre zu Händels Feuerwerksmusik überreichte vor über 2000 Zuhörern Kulturstaatssekretär André Schmitz aus diesem Anlass die Pro-Musica-Plakette des Bundespräsidenten.

## Repertoire (2016)
- Ludwig van Beethoven: Sinfonie Nr. 8 F-Dur op. 93
- Robert Schumann: Ouvertüre zur Oper „Genoveva“ c-Moll op. 81
- Carl Maria von Weber: Konzert für Klarinette und Orchester Nr. 1 f-Moll op. 73